# Капличка Різдва Пресвятої Богородиці (Затурин)
Капличка Різдва Пресвятої Богородиці в Затурині — парафія і храм греко-католицької громади Підгаєцького деканату Бучацької єпархії Української греко-католицької церкви в селі Затурин Тернопільського району Тернопільської области.

## Історія церкви
Після проголошення незалежності України греко-католицька громада села вирішила збудувати церкву. Її зводили всім селом. Однак, коли у 1992 році будівництво було майже завершено, село розділилося на греко-католиків і православних. Православна громада ПЦУ (тоді УПЦ КП) не дозволяла греко-католикам проводити богослужіння в храмі, тому ті змушені були збиратися під хрестом.
У 1998 році громада УГКЦ вирішила збудувати власну капличку. Завдяки допомозі емігрантів із США та Канади, а також благодійної організації «Церква в потребі», будівництво завершилося у 2000 році. За благословенням владики Бучацької єпархії Іринея Білика капличку освятив о. Василь Яремко.
У 2003 році в каплиці встановили й освятили іконостас, виготовлений майстром Василем Муликом із села Голгоча.
При парафії діють братство «Матері Божої Неустанної Помочі» та Вівтарна дружина.

## Парохи
- о. Володимир Крижанівський,
- о. Василь Яремко (з грудня 1998).